# Дипломат (чемодан)

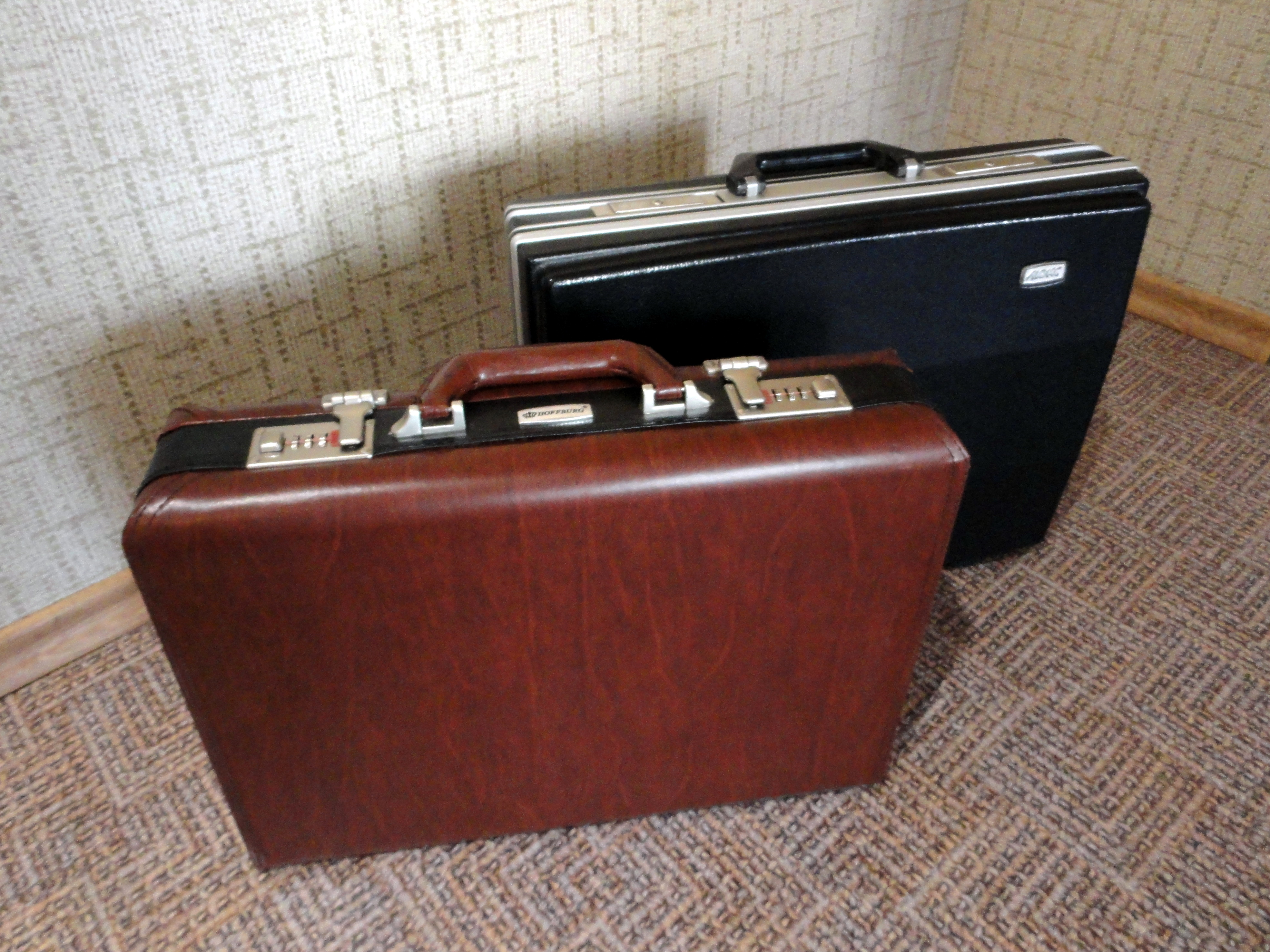
Сумки-«дипломаты»
На переднем плане — из кожи, на заднем — из пластика

Дипломат, атташе-кейс (от англ. attaché case) или просто кейс — небольшой плоский чемодан для деловых целей, сделанный из мягких (например, винил) или жёстких пластиков, металла, искусственной или натуральной кожи.
Дипломат может иметь замки с ключами и/или кодовые, сигнализацию (срабатывающую, как правило, при вынимании штекера, крепящегося к петле, носимой на запястье, из гнезда, расположенного на корпусе или же при несанкционированном поднятии дипломата). Дипломат, кроме ручки, может иметь плечевой ремень. Размеры современных дипломатов подогнаны под стандартный размер бумаги (А3).

## Размеры
Обычный размер дипломата:
- длина 440 мм
- толщина (глубина) 100 или 120 мм
- высота 320 мм